# Bergasillas Bajera
Bergasillas Bajera tỉnh và cộng đồng tự trị La Rioja, phía bắc Tây Ban Nha. Đô thị này có diện tích là 9,7 ki-lô-mét vuông, dân số năm 2009 là 34 người với mật độ 3,51 người/km². Đô thị này có cự ly 45 km so với Logroño.